# Luciano van den Berg
Luciano Thomas van den Berg (* 22. Juni 1984 in Amsterdam; † 18. September 2005 in Almere) war ein niederländischer Fußballspieler.
Luciano van den Berg begann seine Karriere beim FC Abcoude und spielte später beim FC Omniworld. In der Saison 2004/05 gab er als Verteidiger sein Debüt beim niederländischen Erstdivisionär Stormvogels Telstar.
Der 21-jährige van den Berg verunglückte am Morgen des 18. September 2005 auf dem Rijksweg 6 tödlich. Er verlor die Kontrolle über das Steuer seines Wagens und raste in ein stehendes Auto.